# Witold Krupiński
Witold Krupiński (ur. 2 sierpnia 1945 w Skierniewicach, zm. 16 marca 2015) – polski lekkoatleta specjalizujący się w rzucie oszczepem.
Wielokrotny reprezentant Polski, trzykrotny uczestnik meczów międzypaństwowych – w 1964 przeciwko Wielkiej Brytanii oraz Finlandii i w 1968 przeciwko Szwajcarii. Złoty medalista Europejskich Igrzysk Juniorów w 1964 r.
Rekord życiowy: 80,26 (29 maja 1971, Zabrze).
Reprezentował Unię Skierniewice (1961–1963), AZS Warszawa (1964–1967) oraz Skrę Warszawa (od 1968 roku).
Brat oszczepnika Lecha Krupińskiego.

## Progresja wyników
| Rok           | 1961  | 1962  | 1963  | 1964  | 1965  | 1966  | 1967  | 1968  | 1969  | 1970  | 1971  | 1972  | 1973  |
| Odległość (m) | 52,24 | 62,47 | 72,97 | 77,75 | 76,58 | 75,02 | 72.08 | 74,62 | 76,90 | 79,78 | 80,26 | 78,88 | 73,98 |